# 국가경쟁력강화위원회
국가경쟁력강화위원회(國家競爭力強化委員會)는 국가경쟁력을 강화하여 경제를 활성화 하기 위해 이명박 정부가 2008년 초에 설치하여 2013년 2월 폐지된 대통령 자문 기관이다.

## 구성 및 운영
위원장 손경식, 정부위원, 27명의 민간위원으로 구성되었으며, 1달에 1회 열리는 회의에 대통령과 각 부처 임원들이 참석하여 안건을 상정하고 점검했다. 2013년 2월 28일 공식적으로 간판을 내렸다.

## 역대 위원장
- 1대 : 사공일 : 2008년 3월 13일 ~ 2009년 2월 12일
- 2대 : 강만수 : 2009년 2월 12일 ~ 2011년 3월 28일
- 3대 : 손경식 : 2011년 3월 28일 ~ 2013년 2월 28일

## 과정 및 결과
2012년 9월 현재 세계 경제포럼 WEF가 우리나라 국가경쟁력을 전체 144개 국가 중 19위로 평가했다. 지난해보다 5단계 올라 호주와 프랑스, 뉴질랜드를 제쳤다. 무디스나 피치등 신용평가기관에서도 건국이래 최초로 일본신용등급을 앞지르는 순위를 발표했다.

## 같이 보기
- 세계 경쟁력 보고서